# 상드린 수베랑
상드린 수베랑(프랑스어: Sandrine Soubeyrand, 1973년 8월 16일 ~ )은 프랑스의 전직 여자 축구 선수 및 현직 축구 지도자로 선수 시절 포지션은 미드필더였으며 2014년부터 현재까지 프랑스 여자 U-17 축구 국가대표팀의 감독을 맡고 있다.

## 클럽 경력

### 경력 초반
상드린 수베랑은 6세 시절에 오베르뉴론알프 레지옹의 아르데슈주를 연고로 하는 축구 클럽인 불리외레자노네(Boulieu-lès-Annonay)에 입단하여 7년 동안 활동했다. 상드린 수베랑은 13세 시절에 아르데슈주 생쉬르를 연고로 하는 축구 클럽인 FC 펠린 생시르(FC Félines Saint-Cyr)에 입단했다.

### 칼리르 SC
상드린 수베랑은 1994년 8월에 리옹 광역시의 칼리르에키르를 연고로 하는 나시오날 1B(National 1B) 소속 여자 축구 클럽인 칼리르 생클레르 SC(Caluire Saint-Clair SC)에 입단했다. 칼리르 생클레르 SC는 1994-95 나시오날 1B 시즌에서 우승을 차지하면서 1995-96 시즌에서 나시오날 1A로 승격되었다. 상드린 수베랑은 1999-2000 나시오날 1A 시즌이 끝날 때까지 칼리르 생클레르 SC에 잔류했다.

### FCF 쥐비지
상드린 수베랑은 2000-01 시즌에서 일드프랑스 레지옹의 에손주를 연고로 하는 나시오날 1A(National 1A) 소속 여자 축구 클럽인 FCF 쥐비지(FCF Juvisy, 현재의 파리 FC)에 입단했다. 상드린 수베랑은 2000-01 시즌에서 FCF 쥐비지가 3위로 마감하는 데에 기여했고 2001-02 시즌에서는 준우승을 차지하는 데에 기여했다.
프랑스의 여자 축구 리그였던 나시오날 1A는 2002-03 시즌을 기해 디비지옹 1 페미닌(Division 1 Féminine, D1)으로 이름을 바꿨다. 상드린 수베랑은 2002-03 디비지옹 1 페미닌 시즌에서 7골을 차지하면서 FCF 쥐비지의 우승에 기여했고 국가 프로 축구 선수 연합(UNFP)이 선정한 올해의 여자 선수로 선정되었다.
상드린 수베랑은 2003-04 UEFA 여자컵(현재의 UEFA 여자 챔피언스리그) 시즌에서 3경기를 출전하면서 유럽 무대에 데뷔했고 폴란드의 여자 축구 클럽인 KŚ AZS 브로츠와프(KŚ AZS Wrocław)와의 경기에서 2골을 기록했다. FCF 쥐비지는 2003-04 디비지온 1 페미닌 시즌에서 3위를 차지했다.
FCF 쥐비지는 2004-05 디비지옹 1 페미닌 시즌에서 준우승을 차지했으며 쿠프 드 프랑스 페미닌 결승전에서 올랭피크 리옹을 누르고 우승을 자치했다. FCF 쥐비지와 올랭피크 리옹은 연장전까지 가는 접전 끝에 1-1 동점을 기록하면서 승부차기를 통해 승부가 결정되었다. 상드린 수베랑은 FCF 쥐비지의 3번째 키커로 나섰지만 올랭피크 리옹의 호프 솔로 골키퍼가 선방했다. 하지만 FCF 쥐비지는 승부차기에서 올랭피크 리옹에 5-4 승리를 기록했다.
상드린 수베랑은 2005-06 디비지옹 1 페미닌 시즌에서 22경기에 모두 출전하여 FCF 쥐비지의 2번째 디비지옹 1 페미닌 우승에 기여했다. 2006-07 디비지옹 1 페미닌 시즌에서는 21경기에 출전하여 FCF 쥐비지가 3위를 차지하는 데에 기여했고 UEFA 여자컵에서는 1경기에 출전했다. 2007-08 디비지옹 1 페미닌 시즌에서는 21경기에 출전하여 FCF 쥐비지의 준우승에 기여했다.
상드린 수베랑은 2008-09 디비지옹 1 페미닌 시즌에서 35세에 달하는 나이를 극복하고 22경기 가운데 20경기에 출전하여 7골을 기록했고 FCF 쥐비지가 3위를 차지하는 데에 기여했다. 하지만 FCF 쥐비지는 2위를 차지했던 몽펠리에 HSC와 승점 1점 차이로 뒤지면서 UEFA 여자 챔피언스리그(UEFA 여자컵의 새 이름) 출전 자격을 놓쳤다. 상드린 수베랑은 2009-10 디비지옹 1 페미닌 시즌에서 22경기에 모두 출전하여 3골, 도움 3개를 기록했다. FCF 쥐비지는 UEFA 여자 챔피언스리그 출전 자격을 획득했으나 2008-09 시즌 우승 팀인 올랭피크 리옹과 승점 1점 차이로 뒤지면서 준우승을 차지하게 된다.
상드린 수베랑은 2010-11 디비지옹 1 페미닌 시즌에서는 21경기에 출전하여 도움 6개를 기록했지만 무득점을 기록했다. 상드린 수베랑의 리그 시즌 무득점 기록은 2000-01 시즌에 이어 2번째 무득점 기록이다. FCF 쥐비지는 2010-11 디비지옹 1 페미닌 시즌에서 4위를 차지했다. 상드린 수베랑은 2010-11 UEFA 여자 챔피언스리그에서 9경기에 출전하여 2골을 기록하면서 FCF 쥐비지의 8강전 진출에 기여했는데 FCF 쥐비지는 1. FFC 투르비네 포츠담(1. FFC Turbine Potsdam)과의 8강전에서 합계 2-9 패배를 기록하면서 탈락했다.
상드린 수베랑은 2011-12 디비지옹 1 페미닌 시즌에서 FCF 쥐비지의 준우승에 기여했다. 2012-13 디비지옹 1 페미닌 시즌에서는 FCF 쥐비지가 3위를 차지하는 데에 기여했다. 2012-13 UEFA 여자 챔피언스리그에서는 FCF 쥐비지의 준결승전 진출에 기여했으나 FCF 쥐비지는 올랭피크 리옹과의 준결승전에서 합계 1-9 패배를 기록하면서 탈락했다.
상드린 수베랑은 2013-14 디비지옹 1 페미닌 시즌에서 1골, 도움 10골을 기록하면서 FCF 쥐비지가 3위를 차지하는 데에 기여했다. 상드린 수베랑은 40세 시절이던 2013-14 디비지옹 1 페미닌 시즌을 끝으로 은퇴했는데 14년 동안에 걸쳐 280경기 이상에 달하는 리그 경기에 출전하여 FCF 쥐비지의 디비지옹 1 페미닌 2회 우승(2002-03 시즌, 2005-06 시즌), 쿠프 드 프랑스 페미닌 1회 우승(2004-05 시즌)에 기여했고 다수의 UEFA 여자컵·UEFA 여자 챔피언스리그 시즌에 출전했다.

## 국가대표 경력
상드린 수베랑은 칼리르 생클레르 SC 소속 시절에 처음으로 프랑스 여자 축구 국가대표팀 선수로 소집되었다. 상드린 수베랑은 1997년 4월 12일에 열린 벨기에와의 친선 경기에 처음 출전하면서 데뷔했는데 프랑스는 벨기에에 3-0 승리를 기록했다.
상드린 수베랑은 노르웨이·스웨덴에서 개최된 UEFA 여자 유로 1997에 참가하여 조별 예선 3경기에 모두 출전했다. 상드린 수베랑은 1999년 FIFA 여자 월드컵 유럽 지역 예선 5경기에 출전했다. 1998년 4월 11일에 열린 이탈리아와의 경기에서는 자신의 국가대표팀 첫 골을 기록했는데 프랑스는 이탈리아에 2-3 패배를 기록했다.
상드린 수베랑은 여러 해에 걸쳐 유능한 미드필더로 자리매김하면서 프랑스 여자 축구 국가대표팀에서 핵심적인 미드필더로 여겨졌고 프랑스 여자 축구 국가대표팀의 주장으로 임명되기에 이른다. 상드린 수베랑은 프랑스 여자 축구 국가대표팀에서 각종 메이저 대회 이외에도 알가르브컵, 키프로스컵을 비롯한 각종 소규모 국제 대회, 친선 경기에 여러 차례 출전했다.
상드린 수베랑은 2009년 10월 28일에 열린 에스토니아와의 2011년 FIFA 여자 월드컵 유럽 지역 예선 경기에서 통산 143번째 출전 기록을 수립했다. 이 기록은 프랑스 남자 축구 국가대표팀 수비수였던 릴리앙 튀람이 세웠던 142경기 출전 기록을 갱신했다. 상드린 수베랑은 39세였던 2013년 7월 22일에 열린 덴마크와의 UEFA 여자 유로 2013 8강전을 끝으로 국가대표팀에서 은퇴했다. 프랑스는 해당 경기에서 연장전까지 1-1 동점을 기록했으나 승부차기에서 덴마크에 2-4 패배를 기록하면서 탈락했다.
상드린 수베랑은 1997년부터 2013년까지 16년 동안에 걸쳐 프랑스 여자 축구 국가대표팀에서 198경기(186경기 선발 출전, 12경기 교체 출전)에 출전하여 18골을 기록했고 2차례의 FIFA 여자 월드컵(2003년, 2011년), 5차례의 UEFA 유럽 여자 축구 선수권 대회(1997년, 2001년, 2005년, 2009년, 2013년), 1차례의 하계 올림픽(2012년 런던 하계 올림픽)에 참가했다.

## 감독 경력
상드린 수베랑은 2014년에 프랑스 여자 U-17 축구 국가대표팀 감독으로 임명되었다.

## 사생활
상드린 수베랑은 스포츠 교육인이 되기 위해 프랑스 국립 스포츠 전문가 성과 연구소(INSEP)에 재학했으며 에손주 쥐비지쉬르오르주에서 과외 활동 담당 학교 이사로 근무했다. 2012년 12월에는 프랑스의 여자 축구에 대한 공로를 인정받아 프랑스 정부로부터 공로훈장 기사 계급 수훈 대상자로 지명되었고 2013년 2월 5일에는 발레리 푸르네롱(Valérie Fourneyron) 프랑스 체육부 장관이 에손주 에브리에서 상드린 수베랑에게 공로훈장을 수여했다.

## 수상

### 클럽
FCF 쥐비지
- 디비지옹 1 페미닌 2회 우승 (2002-03, 2005-06)
- 쿠프 드 프랑스 페미닌 1회 우승 (2004-05)

### 국가대표
- 2012년 키프로스컵 우승

### 개인
- 2002-03 시즌 국가 프로 축구 선수 연합 선정 올해의 여자 선수 수상

### 훈장
- 2013년 프랑스 공로훈장 기사 계급 수훈[17]